# Frontière entre le Gabon et la Guinée équatoriale
La frontière entre le Gabon et la Guinée équatoriale est maritime et terrestre, au nord-ouest du Gabon.
À son extrémité orientale, elle débute au tripoint Cameroun-Gabon-Guinée équatoriale, d'où elle part en droite ligne vers le sud, à 11° 20′ E, jusqu'au 1er parallèle nord, où elle bifurque à l'ouest, suivant ce parallèle jusqu'à croiser le cours de l'Utamboni, sur lequel la frontière se fixe jusqu'au golfe du Biafra et se poursuit en mer.

## Histoire
La frontière orientale de la Guinée équatoriale fut établie par une convention franco-espagnole signée en juin 1900 pour délimiter la frontière entre la Guinée espagnole et du Congo français. Des tensions existent entre le Gabon et la Guinée équatoriale concernant la possession des îles de Mbanié, Cocotier et l'îlot Conga, situés dans la baie de Corisco. Les eaux territoriales correspondantes seraient riches en hydrocarbures. 
Le différend sur les territoires contestées remonte à 1900, lorsque les puissances coloniales de l'époque, la France et l'Espagne, ont signé à Paris un traité fixant les frontières entre les deux pays. La Guinée équatoriale a fondé sa revendication sur les îles sur ce traité de 1900. Mais en 1972, le Gabon a pris le contrôle de la région, après avoir éjecté l'armée équatoguinéenne de Mbanié, le plus grand des trois îlots, et y avoir établi sa propre présence militaire. Le Gabon a déclaré qu'un accord de 1974, appelé la Convention de Bata, plaçait la zone contestée en territoire gabonais.
la Guinée équatoriale a qualifié la convention de Bata d’illégitime, évoquant une « photocopie non authentifiée », lors de discussions entre les deux pays en 2003.
Un médiateur international a été nommé en septembre 2008 par le secrétaire général de l'ONU, Ban Ki-Moon, en vue de régler ce conflit. 
En 2016, le Gabon et la Guinée équatoriale accepte que la Cour internationale de justice se prononce sur le différentiel territoriale.
En avril 2021, un communiqué du ministère des Affaires étrangères gabonais confirme que la Cour internationale de justice a entamé une procédure. Le conflit territorial est désormais en procédure à la Haye depuis mars 2021. Le 19 mai 2025, la cour de la CIJ a déclaré, que ces îles était historiquement détenu par l’Espagne, qui l’a ensuite transmis à la Guinée équatoriale lorsque celle-ci est devenue indépendante en 1968. « La Cour internationale de justice reconnaît également la souveraineté territoriale du Gabon sur les zones d’Ebebyin et de Mongomo. La cour de justice internationale à aussi jugé, qu’aucune délimitation maritimes précise n’existait entre les deux pays. La cour a précisé que la délimitation de cette frontière maritime, doit être l’objet de négociations bilatérales entre les deux pays. 
Certains territoires comme Mongomo et Ebebiyin, pourraient ainsi être rétrocédés au Gabon, il se poserait ainsi, des problèmes de nationalité pour les populations, qui y résident à partir du moment où ces territoires devraient être rattachées au Gabon, à la suite de ce jugement de la CIJ, les dirigeants des deux pays frontaliers prévoit des discussions ensemble. 
En mai 2025, la Cour internationale de justice tranche ce conflit frontalier en reconnaissant l'appartenant des trois îles à la Guinée équitoriale.
Le 28 mai 2025, Le président gabonais, Brice Clotaire Oligui Nguema annonce consulter, les parties prenantes au Gabon, en vue d’une négociation à l’amiable avec la Guinée Equatoriale.